# Escola Tropicalista Baiana
A Escola Tropicalista Baiana refere-se ao conjunto de médicos que atuaram na medicina experimental na província da Bahia no Século XIX, originando a medicina tropical experimental em contradição à prática médica exercida naquele período, baseada na interpretação das doenças tropicais de modo livresco e enciclopédico, tendo como referência a medicina desenvolvida especialmente na França. De acordo com a literatura científica, essa denominação foi atribuída a alguns médicos que trabalhavam na Santa Casa da Misericórdia da Bahia, e que buscavam nas pesquisas experimentais a resposta para algumas enfermidades que assolavam a população local, em especial os pobres, negros, escravos e ex-escravos. De acordo com Barros (1998, p. 451), ”A escola alcançou êxito ao descobrir, de maneira original, a etiologia de várias doenças típicas de nosso meio. Chama atenção também o interesse que demonstrou pelas afecções dos escravos negros e da população pobre em geral, assim como pelo modelo de medicina preventiva, de preferência à curativa”.
A expressão Escola Tropicalista Baiana, inicialmente escrita o "Bahiana" com "h", é atribuída na maioria dos textos científicos a Antônio Caldas Coni (1952), como o primeiro a cunhar esse termo, contudo Ronaldo Ribeiro Jacobina, em seu livro sobre Juliano Moreira, publicado em 2019, adverte que o Juliano Moreira, considerado um dos Tropicalista da segunda fase, no início do século XX já teria se referido àquele grupos de médicos como "Tropicalistas", ou mais especificamente, ao se referir ao Silva Lima. Além disso, Jacobina (2019) ainda acrescenta que Pedro Nava (1948) também já teria se referido a esse grupo de médicos como "Escola Parasitológica e Tropicalistas da Bahia. A reunião desses médicos a partir da década de 1850 culminou na criação de um periódico médico científico, registrado como Gazeta Médica da Bahia (GMB). O primeiro número publicado ocorreu em 1866, com o objetivo de realizar a comunicação científica das pesquisas originais desse grupo de médicos de forma ampla.
Existiram controvérsias científicas em torno desse grupo de médicos, que inicialmente reuniram mais de uma dezena de participantes e influenciaram uma legião de outros médicos a exercerem pesquisas experimentais. A Academia Imperial de Medicina (AIM), localizada na Corte Imperial, na Província do Rio de Janeiro, adotava outra perspectiva acerca das doenças evidenciadas no Brasil. Médicos da Corte, associados a AIM, baseavam os seus estudos a fatores climatológicos para justificação das enfermidades tropicais, relacionando muitas delas a questões de raça, diferentemente de alguns médicos da Província da Bahia, que atribuíam a fatores parasitológicos as causas para algumas dessas doenças.
Um dos expoentes dessa medicina experimental evidenciada na Província da Bahia foi o Drº Otto Edward Henry Wucherer, que fez descobertas significativas por meio das suas observações, tendo sido considerado o fundado da helmintologia brasileira. Juntamente com esse médico Alemão, que exercia a profissão na província da Bahia, outros médicos foram responsáveis por pesquisas alinhadas a concepção parasitológicas e pela disseminação desses estudos originais, sobretudo por meio da criação da Gazeta Médica da Bahia (GMB). Dentre esse médicos estão o escocês John Ligertwood Paterson e o português José Francisco da Silva Lima, todos funcionários da Santa Casa da Misericórdia daquela província. Alguns médicos e alunos da Faculdade de Medicina da Bahia (FMB) também participaram dessas iniciativas. Contudo, a princípio, a união desses médicos e a criação do periódico científico, GMB, não possui um caráter institucional, já que não estavam diretamente associadas oficialmente à única instituição de ensino superior existente naquela época, a FMB.
Outros médicos, como Raimundo Nina Rodrigues e Juliano Moreira, são considerados integrantes da Escola Tropicalista Baiana, em uma segunda fase da medicina experimental na Bahia, diante das pesquisas realizadas após a morte precoce do principal representante desse movimento reconhecido internacionalmente, o Dr. Otto Wucherer em 1873. Credita-se, em partes, à saída de Nina Rodrigues do movimento, a decadência da Escola Tropicalista Baiana na década de 1890, o que teria enfraquecido a comunicação da medicina tropical, e o periódico Gazeta Médica da Bahia voltava-se para outras temáticas médicas.
A Expressão "Escola Tropicalista Baiana", que vem sendo utilizada, considerada e reconhecida por diversos pesquisadores nacionais e estrangeiros, tem gerado algumas controvérsias, posto que, o professor e pesquisador Dr. Flávio Edler, da Casa de Oswaldo Cruz, no Rio de Janeiro, considera inapropriado, e inclusive abusivo, a utilização desse termo para designar o referido grupo de médicos da Bahia no século XIX. Esse confronto de ideias é percebido ao passo que Flávio Edler diverge do entendimento da pesquisadora Norte-americana Julyan Peard, em sua tese de doutorado, sob o título "The Tropicalista School of Medicine of Bahia, Brazil, 1860-89", defendida na Columbia University em 1990, em que reconhece o referido grupo de médicos como uma "Escola Tropicalista Baiana", diante dos resultados obtidos e reconhecido no cenário médico nacional e internacional. 
A referida tese da Peard deu origem ao livro intitulado "Race, Place, and Medicine: The Idea of the Tropics in Nineteenth-Century Brazilian Medicine", que foi resenhado pela Prof. da Universidade Estadual de Campinas, no Estado de São Paulo, Drª Silvia Fernanda de Mendonça Figuerôa, sob o título "Ciência e medicina fora da Corte: a Escola Tropicalista Baiana", em que reconhece os méritos da pesquisa realizada pela Drº Peard, e que considera o livro "oportuno e bem escrito". Por outro lado, o prof. Flávio Edler, um dos seus artigos científicos intitulado "A Escola Tropicalista Baiana: um mito de origem da medicina tropical no Brasil" , e posteriormente no livro intitulado "A Medicina no Brasil Imperial: clima, parasitas e patologia tropical" ,  discorda veementemente desse entendimento da Julyan Peard, reconhecida pelo autor como uma das pesquisadoras mais influentes e conceituadas no que compete a medicina tropical no século XIX, mas que na sua interpretação, não deveria se referir àquele grupo de médicos como uma "Escola Tropicalista Baiana".

## Membros da Escola Tropicalista Baiana
Drº Otto Edward Henry Wucherer;
Drº John Ligertwood Paterson;
Drº José Francisco da Silva Lima; 
Drº Raimundo Nina Rodrigues;
Drº Juliano Moreira

## Medicina Tropical Oitocentista
O Reconhecimento às contribuições do Drº Otto Wucherer, no que compete ao desenvolvimento da Medicina experimental no século XIX, se traduz na homenagem concedida a ele por meio do nome do parasita que este descobriu, causador da filariose, o Wuchereria bancrofti.

Esse tema tem sido amplamente pesquisado em Programas de Pós-Graduação, em cursos de Mestrado e Doutorado, assim como publicado em artigos de periódicos. Pode-se observar essa amplitude na lista abaixo, que diz respeito a alguns desses trabalhos científicos, cuja temática se concentra na Escola Tropicalista Baiana. 
| Artigos |                                                                                |      |
| Título | Autores                                                                        | Ano  |
| Uma abordagem histórica da trajetória da parasitologia                                                         | MASCARINI, Luciene Maura                                                       | 2003 |
| Ciência no século XIX: A contribuição brasileira para a descoberta do agente etiológico da filariose linfática | GURGEl, Cristina Brandt Friedrich Martin; CARNEIRO, Fernanda; COUTINHO, Elaine | 2010 |
| Contribuições para a História da Medicina Tropical nos séculos XIX e XX: um olhar retrospectivo                | AMARAL, Isabel; DIOGO, Maria Paula; BENCHIMOl, Jaime Larry; ROMERO SÁ, Magali  | 2013 |
| O micróbio protagonista: notas sobre a divulgação da bacteriologia na Gazeta Médica da Bahia, século XIX       | MALAQUIAS, Anderson Gonçalves                                                  | 2016 |

| Dissertações                                                                                   |                                    |             |      |
| Título                                                                                         | Autor(a)                           | Instituição | Ano  |
| Escola Tropicalista Baiana: registro de uma nova ciência na Gazeta Médica da Bahia (1866-1889) | SANTOS, Adailton Ferreira dos      | PUC-SP      | 2008 |
| Comunicação Científica em Saúde: a Gazeta Médica da Bahia no Século XIX                        | MARTINELLI, Maria de Fátima Mendes | UFBA        | 2014 |

| Teses |                                    |             |      |
| Título | Autor(a)                           | Instituição | Ano  |
| Comunicação científica na Medicina Tropical no contexto da Ciência da Informação (Séculos XIX e XX)          | SANTANA, Celeste Maria De Oliveira | UFBA        | 2013 |
| A Presença das ideias da Escola Tropicalista Baiana nas Teses Doutorais da Faculdade de Medicina (1850-1889) | SANTOS, Adailton Ferreira dos      | PUC-SP      | 2012 |